# برزآباد (مقاطعة فراهان)
برزآباد (بالفارسية: برزآباد) هي قرية تقع في مركزي في إيران. يقدر عدد سكانها بـ 122 نسمة بحسب إحصاء 2016.